# Nyctemera pervecta
Nyctemera pervecta là một loài bướm đêm thuộc phân họ Arctiinae, họ Erebidae.